# Empire (Míchigan)
Empire es una villa ubicada en el condado de Leelanau en el estado estadounidense de Míchigan. En el Censo de 2010 tenía una población de 375 habitantes y una densidad poblacional de 116,76 personas por km².

## Geografía
Empire se encuentra ubicada en las coordenadas 44°48′44″N 86°3′33″O / 44.81222, -86.05917. Según la Oficina del Censo de los Estados Unidos, Empire tiene una superficie total de 3.21 km², de la cual 2.97 km² corresponden a tierra firme y (7.42%) 0.24 km² es agua.

## Demografía
Según el censo de 2010, había 375 personas residiendo en Empire. La densidad de población era de 116,76 hab./km². De los 375 habitantes, Empire estaba compuesto por el 99.2% blancos, el 0% eran afroamericanos, el 0.8% eran amerindios, el 0% eran asiáticos, el 0% eran isleños del Pacífico, el 0% eran de otras razas y el 0% pertenecían a dos o más razas. Del total de la población el 0.8% eran hispanos o latinos de cualquier raza.